# 1996 SR7
1996 SR7 är en asteroid i huvudbältet som upptäcktes den 16 september 1996 av den brittiske astronomen Stephen P. Laurie i Church Stretton.
Den tillhör asteroidgruppen Leonidas.